# Hawaïaanse dollar
De Hawaiiaanse dollar was de munteenheid die werd gebruikt door het Koninkrijk Hawaï en die in gebruik was tussen 1847 en 1893. De waarde van de munt was gekoppeld aan de Amerikaanse dollar. Net als de Amerikaanse dollar werd de Hawaiiaanse dollar ook verdeeld in 100 cent (keneta in het Hawaïaans). De munten werden geslagen in Philadelphia en hadden mede daarom dezelfde afmetingen als Amerikaanse dollars.
De munteenheid was tot op zekere hoogte nog steeds in gebruik nadat de Verenigde Staten Hawaï in 1898 hadden geannexeerd. Een wet die in 1903 werd aangenomen, maakte Hawaiiaanse dollars waardeloos, en als gevolg daarvan werden veel munten omgesmolten en gerecycled of tot sieraden verwerkt.